# Miss Grand Internacional 2016
Miss Grand Internacional 2016 fue la 4.ª edición del certamen Miss Grand Internacional, correspondiente al año 2016. La final se llevó a cabo el 25 de octubre en el Westgate Las Vegas, ubicado en la ciudad Las Vegas, Estados Unidos; siendo la primera ocasión en la historia del certamen que este se traslada al continente Americano. Candidatas de 74 países y territorios autónomos compitieron por el título. Al final del evento, Claire Parker, Miss Grand Internacional 2015 de Australia, coronó a Ariska Putri Pertiwi, de Indonesia, como su sucesora.
La noche final del certamen fue transmitida en vivo por el Canal 7 de Tailandia, así como también vía YouTube para todo el mundo. Estuvo conducido por el actor estadounidense Brian J. White.

## Resultados
| Posiciones                    | Candidata |
| ----------------------------- | --- |
| Miss Grand Internacional 2016 | - Indonesia - Ariska Putri Pertiwi |
| Primera Finalista             | - Filipinas - Nicole Cordoves |
| Segunda Finalista             | - Tailandia - Supaporn Malisorn |
| Tercera Finalista             | - Puerto Rico - Madison Anderson |
| Cuarta Finalista              | - Estados Unidos - Michelle León |
| Semifinalistas (Top 10)       | - Bahamas - Selvinique Wright - Corea del Sur - Cho Ye-Seul § - Macao - Chan Hio-Man - Perú - Prissila Howard - Ucrania - Veronika Mykhailyshyn |
| Cuartofinalistas (Top 21)     | - Australia - Dani Fitch - Cuba - Merys Navarro - España - Adriana Sánchez - Gales - Rachael Tate - Jamaica - Dianne Brown - Malasia - Ranmeet Jassal - México - Paulina Flores - Portugal - Ana Bomfim - Tahití - Vaiata Buisson - Venezuela - Débora Medina - Vietnam - Nguyễn Thị Loan |

- § Votada por el público de todo el Mundo vía internet para completar el cuadro de 10 semifinalistas.

### Premios especiales
| Título                  | Candidata                          |
| ----------------------- | ---------------------------------- |
| Mejor Traje Nacional    | - Indonesia - Ariska Putri Pertiwi |
| Mejor en Traje de Baño  | - Bahamas - Selvinique Wright      |
| Mejor en Traje de Gala  | - Inglaterra - Cherelle Rose       |
| Mejor en Redes Sociales | - Jamaica - Dianne Brown           |

## Antecedentes

### Sede
Luego de la 3.ª edición algunos medios comenzaron a especular y a difundir información sobre el siguiente concurso. Algunos medios aseguraban que la cuarta edición del certamen se realizaría nuevamente en suelo tailandés, sin embargo, el 6 de abril de 2016 a escasos días de la renuncia de Anea García como titular, la organización Miss Grand Internacional a través de su cuenta oficial en la red social Facebook finalmente concreta la fecha y sede del certamen internacional. Esta vez, la ciudad de Las Vegas, Nevada en los Estados Unidos será la encargada de acoger el evento de belleza que se realizaría el 25 de octubre en el Westgate Las Vegas Resort & Casino de tal ciudad.
Cabe destacar que esta es la primera ocasión en la que el concurso se traslada fuera de Tailandia, y la primera en celebrarse en el continente americano.

### Polémica por abandono deMiss Islandia
Arna Ýr Jónsdóttir, Miss Islandia, decidió abandonar la competencia a solo dos días de celebrarse el evento final, hecho que generó controversia en la prensa local e internacional. Una vez que abandonó el hotel donde se hospedaba junto al resto de las candidadas, Jónsdóttir argumentó que dejó el concurso debido a que la organización le pidió que debía bajar de peso. La reina de belleza también citó: No tengo la intención de dejar que nadie me diga que estoy demasiado gorda para lucir bien en el escenario.

### Abucheos aMiss Estados UnidosyMiss Filipinas
En la ronda final de preguntas, el presentador preguntó a Michelle León, Miss Estados Unidos, sobre qué candidato presidencial, ya sea Donald Trump o Hillary Clinton, elegiría para dialogar sobre detener la guerra en el mundo. León, dijo que eligiría al candidato republicano (Trump) y citó: “El mismo poder que tiene de defender lo que él cree, sería la misma manera en que le pediría que defendiera parar la guerra y violencia para así cambiar la vida de las personas”. La respuesta de la candidata generó abucheos por parte del público asistente a la gala. De la misma manera, Nicole Cordoves, Miss Filipinas, compartió está opinión y expresó que apoyaría a Donald Trump, por lo que también fue abucheada por el público.

## Candidatas
74 candidatas compitieron por el título:
(En la tabla se utiliza su nombre completo, los sobrenombres van entrecomillados y los apellidos utilizados como nombre artístico, entre paréntesis; fuera de ella se utilizan sus nombres «artísticos» o simplificados).
| País/Territorio      | Candidata                          | Edad | Residencia              |
| -------------------- | ---------------------------------- | ---- | ----------------------- |
| Aruba                | Chimay Damiany Ramos               | 24   | Oranjestad              |
| Australia            | Dani Nicole Fitch                  | 27   | Sídney                  |
| Bahamas              | Selvinique Wright                  | 24   | Andros                  |
| Bélgica              | Kawtar Riahi Idrissi               | 21   | Gembloux                |
| Bolivia              | Mory Joselyn Toro Leigue           | 22   | Santa Cruz de la Sierra |
| Brasil               | Renata Ribeiro de Sena Trinca      | 21   | Campo Grande            |
| Canadá               | Monica Horvat                      | 26   | Calgary                 |
| China                | Siru He                            | 19   | Huizhou                 |
| Colombia             | Juliana Margarita Flórez Herrera   | 24   | Popayán                 |
| Corea del Sur        | Cho Ye-Seul                        | 24   | Seúl                    |
| Costa Rica           | Monique Rodríguez Salas            | 24   | Aserrí                  |
| Cuba                 | Merys Leydis Navarro               | 24   | Puerto Padre            |
| Dinamarca            | Ida Gøral Sjøstrøm                 | 18   | Copenhague              |
| Ecuador              | Carmen Verónica Iglesias López     | 22   | Portoviejo              |
| Egipto               | Mireille Mikhail Azer              | 22   | Port Fuad               |
| Escocia              | Gemma Susan Palmer                 | 21   | Aberfoyle               |
| Eslovaquia           | Viktória Nagyová                   | 20   | Bratislava              |
| España               | Adriana Sánchez Rivas              | 24   | Málaga                  |
| Estados Unidos       | Michelle Gabriela León López       | 19   | Newburgh                |
| Estonia              | Merylin Nau                        | 22   | Tallin                  |
| Etiopía              | Genet Tsegay Tesfay                | 25   | Mekele                  |
| Filipinas            | Nicole Ignacio Cordoves            | 24   | Macati                  |
| Francia              | Océane Pernodet                    | 21   | Remiremont              |
| Gales                | Rachael Tate                       | 27   | Cardiff                 |
| Guatemala            | Susan Larios Cruz                  | 24   | Jalapa                  |
| Hong Kong            | Rebecca Lau Hoi-Yee                | 25   | Hong Kong               |
| Hungría              | Anna Váradi                        | 22   | Budapest                |
| India                | Pankhuri Gidwani                   | 19   | Lucknow                 |
| Indonesia            | Ariska Putri Pertiwi               | 22   | Medan                   |
| Inglaterra           | Cherelle Rose Patterson            | 26   | Sutton-in-Ashfield      |
| Irak                 | Klaodia Jamal Khalaf               | 23   | Bagdad                  |
| Italia               | Martina Corrias                    | 18   | Nápoles                 |
| Jamaica              | Dianne Octavia Brown               | 25   | Kingston                |
| Japón                | Ayaka Sato                         | 27   | Nagoya                  |
| Letonia              | Меldra Rosenberg                   | 18   | Riga                    |
| Lituania             | Aista Maciulyte                    | 17   | Klaipėda                |
| Luxemburgo           | Natascha Bintz                     | 26   | Luxemburgo              |
| Macao                | Chan Hio-Man                       | 21   | Ciudad de Macao         |
| Malasia              | Ranmeet Jassal Kantzios            | 24   | Subang Jaya             |
| Malta                | Christine Mifsud                   | 25   | Fgura                   |
| Mauricio             | Bibi Kasar Sehba Ramjaun           | 22   | Port Louis              |
| México               | Paulina Flores Cantú               | 25   | Monterrey               |
| Moldavia             | Alina Mihaela Staicu               | 27   | Chisináu                |
| Myanmar              | Nandar Lwin                        | 23   | Rangún                  |
| Nicaragua            | Michelle María Lacayo              | 27   | Diriamba                |
| Nigeria              | Rachel Onuwa Ikekhuame             | 25   | Umuahia                 |
| Noruega              | Yasmin Osee Aakre                  | 27   | Stavanger               |
| Nueva Zelanda        | Margaret Cosmiana Brown            | 22   | Auckland                |
| Países Bajos         | Floor Masselink                    | 21   | Groninga                |
| Panamá               | Selena del Carmen Gómez Santamaría | 19   | Colón                   |
| Paraguay             | Cindy Macarena Nordmann Arias      | 20   | Encarnación             |
| Perú                 | Prissila Stephany Howard Neira     | 25   | Piura                   |
| Polonia              | Marta Redo                         | 24   | Czarna Białostocka      |
| Portugal             | Ana Cláudia Ornelas Bomfim         | 25   | Braganza                |
| Puerto Rico          | Madison Sara Anderson Berríos      | 20   | Toa Baja                |
| República Checa      | Monika Vaculiková                  | 25   | Bruntál                 |
| República Dominicana | Lucero Obed Arias García           | 19   | Jarabacoa               |
| Ruanda               | Sonia Gisa                         | 25   | Murambi                 |
| Rumania              | Ioana Mihalache                    | 25   | Constanza               |
| Rusia                | Daria Olegovna Zatsepina           | 22   | Stávropol               |
| Singapur             | Sabrina Ng                         | 20   | Ciudad de Singapur      |
| Sri Lanka            | Buddhika Harshani Ruman            | 24   | Tirunelveli             |
| Sudáfrica            | Caitlin Harty                      | 21   | Polokwane               |
| Sudán del Sur        | Anyier Teresa Deng Yuol            | 22   | Yuba                    |
| Suiza                | Ambre Chavaillaz                   | 18   | Hauterive               |
| Surinam              | Daryola Shaista Brandon            | 21   | Paramaribo              |
| Tahití               | Vaiata Buisson                     | 22   | Papeete                 |
| Tailandia            | Supaporn Malisorn                  | 22   | Songkhla                |
| Taiwán               | Ri-Xing Zhu                        | 26   | Taipéi                  |
| Turquía              | Diana Osypenko                     | 27   | Korkuteli               |
| Ucrania              | Veronika Mykhailyshyn              | 20   | Odesa                   |
| Uruguay              | Melina Carballo Fagúndez           | 20   | Montevideo              |
| Venezuela            | Débora Paola Medina Pineda         | 22   | San Juan de Colón       |
| Vietnam              | Nguyễn Thị Loan                    | 26   | Thái Bình               |

### Candidatas retiradas
- Albania - Paula Preçi
- Camboya - Heng Chantha
- Camerún - Marianne Olivia Ngalle
- Ghana - Margaret Baa Koomson
- Haití - Rose Cathelyne Paul
- Irán - Atefeh Eskandari
- Islandia - Arna Ýr Jónsdóttir
- Kosovo - Anxhela Dashi
- Namibia - Esperance Hope Luvindao
- Nepal - Zeenus Lama
- Pakistán - Anzhelika Rublevska Tahir
- Suecia - Victoria Ericsson
- Zimbabue - Dion Cooper

### Candidatas reemplazadas
- Bolivia - Estefanía Senzano Terán fue reemplazada por Mory Joselyn Toro Leigue.
- China - Wenqi Zhang fue reemplazada por Siru He.
- Colombia - Francy Yurany Castaño Suárez fue reemplazada por Juliana Margarita Flórez Herrera.
- Mauricio - Ambika Geetanjalee Callychurn fue reemplazada por Bibi Kasar Sehba Ramjaun.
- Moldavia - Crina Verikna Stîncă fue reemplazada por Alina Mihaela Staicu.
- Ucrania - Viktoriia Trubchaninova fue reemplazada por Veronika Mykhailyshyn.
- Vietnam - Yến Nhi Thị Huỳnh fue reemplazada por Nguyễn Thị Loan.

## Sobre los países en Miss Grand Internacional 2016

### Naciones debutantes
| - Aruba - Bahamas - Irak - Jamaica | - Lituania - Ruanda - Turquía - Uruguay |

### Naciones que regresan a la competencia
Compitieron por última vez en 2013:
- Letonia
- Suiza

Compitieron por última vez en 2014:
- Ecuador
- Luxemburgo
- Mauricio
- Nicaragua
- Paraguay
- Rusia
- Tahití

### Naciones ausentes
| - Albania - Angola - Bielorrusia - Bulgaria - Camboya - Ghana - Haití - Honduras - Irán - Islas Vírgenes de los Estados Unidos - Israel | - Kenia - Macedonia - Mongolia - Namibia - Nepal - Suecia - Tanzania - Tonga - Túnez - Uganda |